# Entombed A.D.
Entombed A.D. é uma banda sueca de death metal formada em 2014 após o fim do Entombed. Eles lançaram seu álbum de estreia no mesmo ano, intitulado Back to the Front. A banda consiste em Lars-Göran Petrov (vocal), Olle Dahlstedt (bateria), Nico Elgstrand (guitarra) Guilherme Miranda (guitarra) e Victor Brandt (baixo).
Após a morte de Petrov, a banda entrou e hiato. 

## Integrantes

### Formação atual
- Olle Dahlstedt – bateria  (2014–presente)
- Nico Elgstrand – guitarra (2014–presente)
- Victor Brandt – baixo (2014–presente)
- Guilherme Miranda – guitarra (2016–presente)

### Ex-integrantes
- Johan Jansson – guitarra (2014–2016)

Imagens

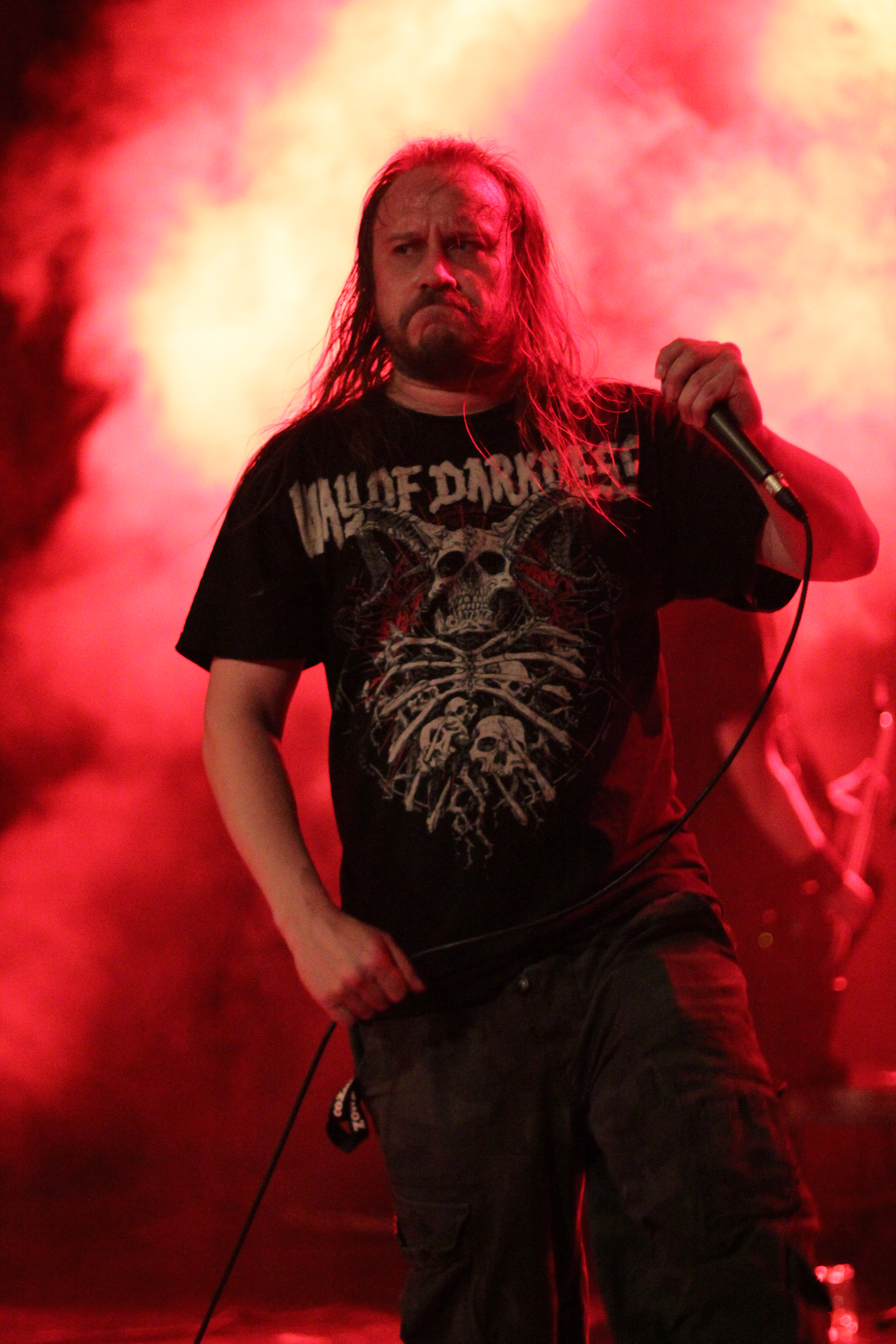
Lars-Göran Petrov
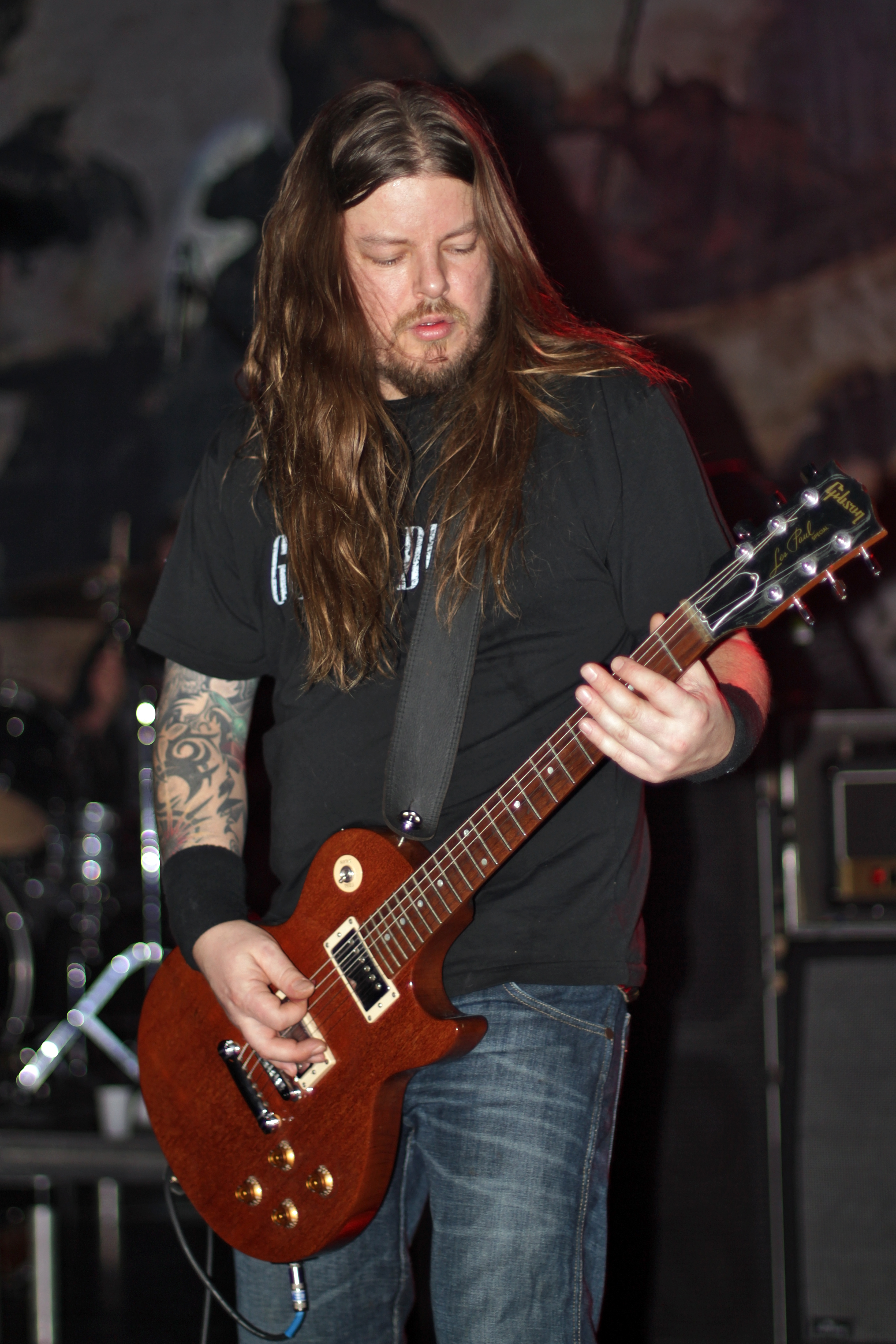
Nico Elgstrand
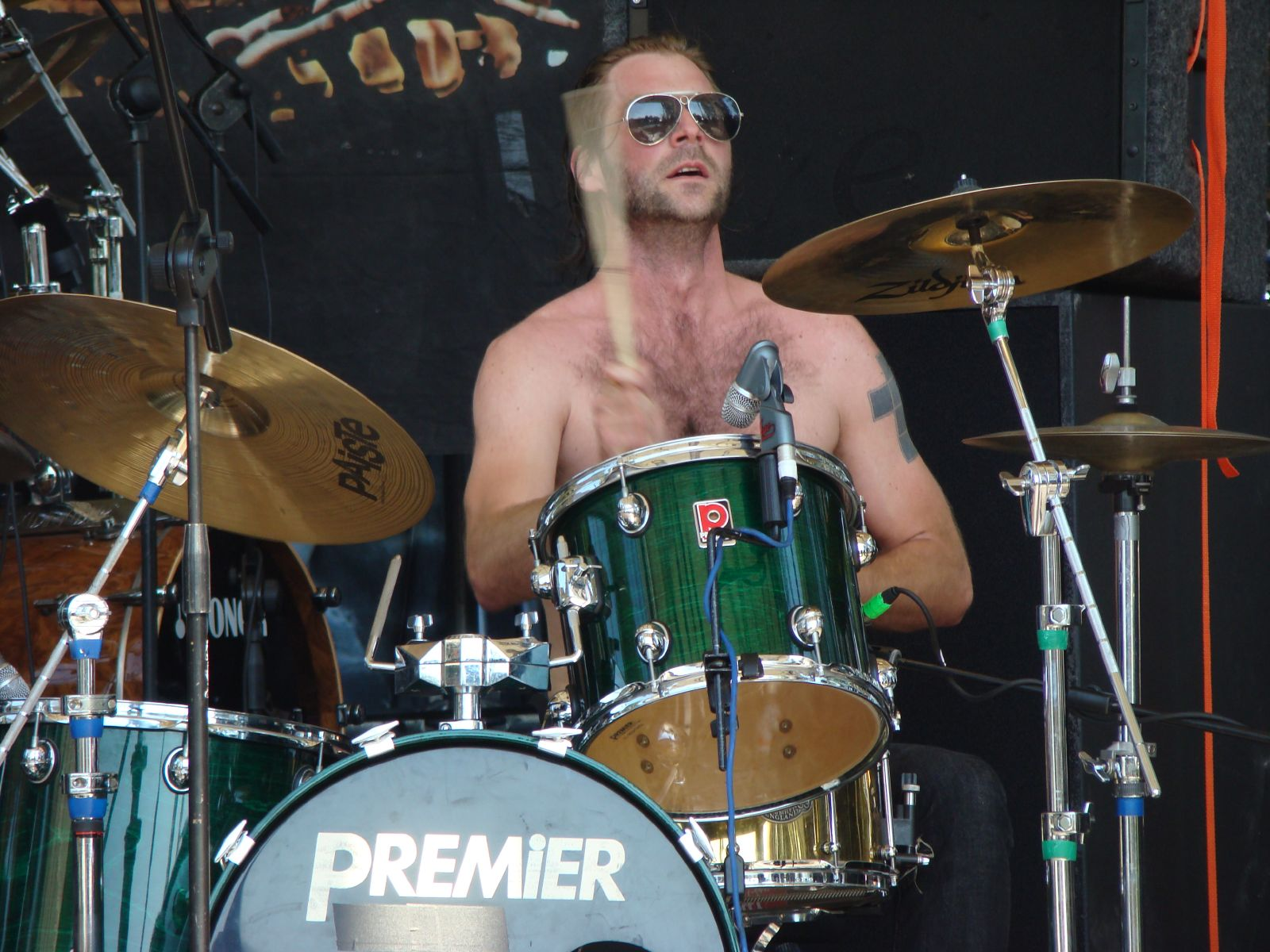
Olle Dahlstedt
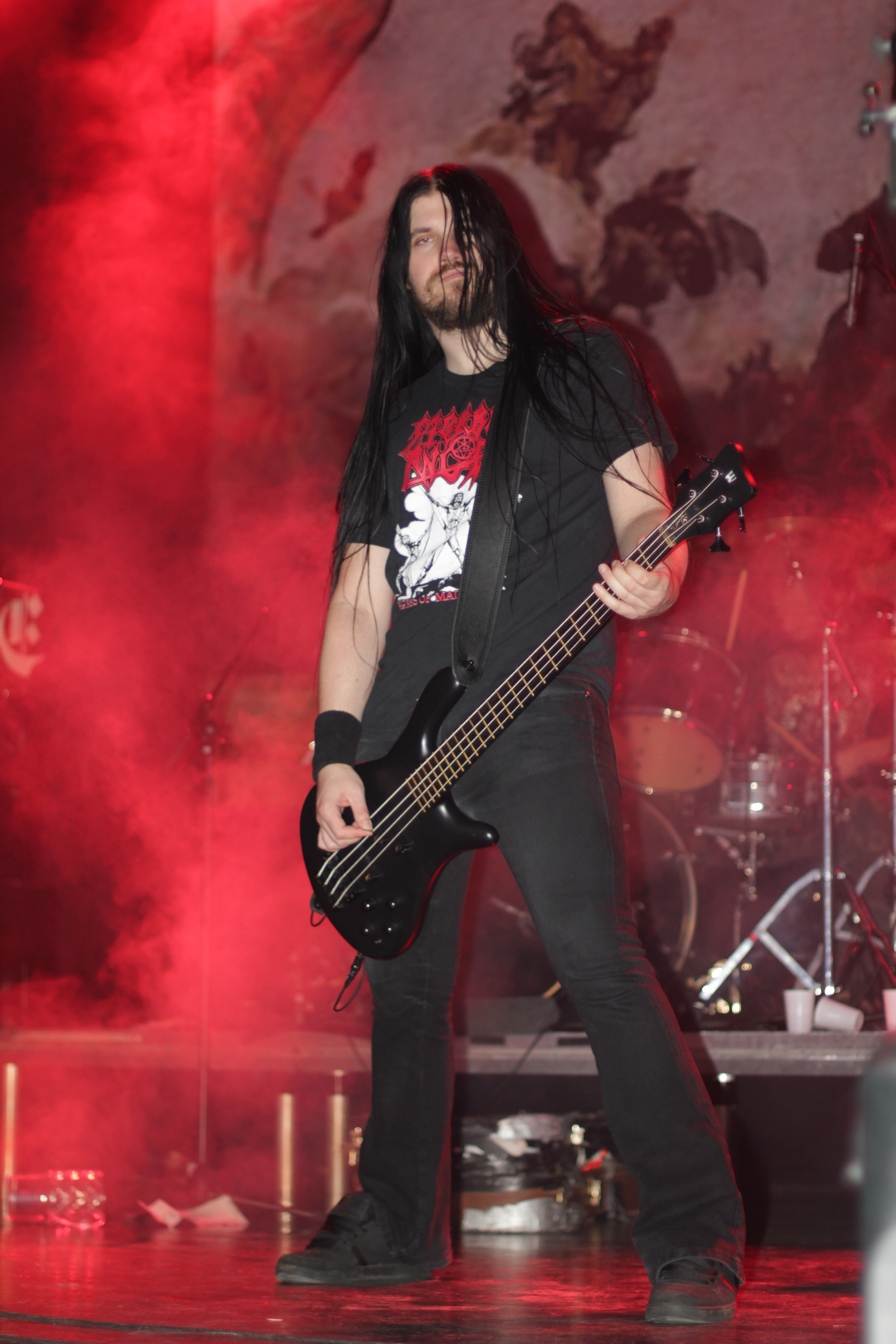
Victor Brandt

## Discografia

### Álbuns
| Back to the Front                                 | - Lançamento: 5 de agosto de 2014 - Selo: Century Media Records - Formatos: CD, LP, digital download     | 5  | 53 | 146 | 139 | 40 |
| Dead Dawn                                         | - Lançamento: 26 de fevereiro de 2016 - Selo: Century Media Records - Formatos: CD, LP, digital download | 29 | 78 | 129 | 101 | —  |
| "—" denota que a gravação não atingiu as paradas. | |    |    |     |     |    |

### Videoclipes
| Ano  | Título                | Dirigido por                       | Álbum             |
| ---- | --------------------- | ---------------------------------- | ----------------- |
| 2014 | "Pandemic Rage"       | Valentin Mellström, Stian Roenning | Back to the Front |
| 2014 | "Kill To Live"        | Oliver Barth                       | Back to the Front |
| 2016 | "The Winner Has Lost" | Marcus Wild                        | Dead Dawn         |